# Kalominua bromeliaca
Kalominua bromeliaca is een hooiwagen uit de familie Samoidae.